# Taktil signal
En taktil signal, känselsignal, är en signal som förmedlas via kroppskontakt.  De taktila signalerna registreras i det taktila sinnet. Det taktila sinnet, som även kallas för beröringssinnet, sitter i läderhuden och utvecklas tidigt i fostrets utveckling. Det taktila sinnet innehåller receptorer för värme, kyla, beröring, smärta, tryck och vibrationer.  Receptorerna är kopplade till hjärnan via nervbanor och med hjälp av signalsubstanser i nervbanan når informationen hjärnan. Där registreras informationen och bearbetas. De taktila signalerna är vanligt förekommande hos djur och ett exempel är när trutungen pickar på förälderns näbb för att få mat. Ett annat exempel är när storspiggshannen utlöser romläggning hos honan genom att stöta med nosen mot hennes stjärt.